# Refrão

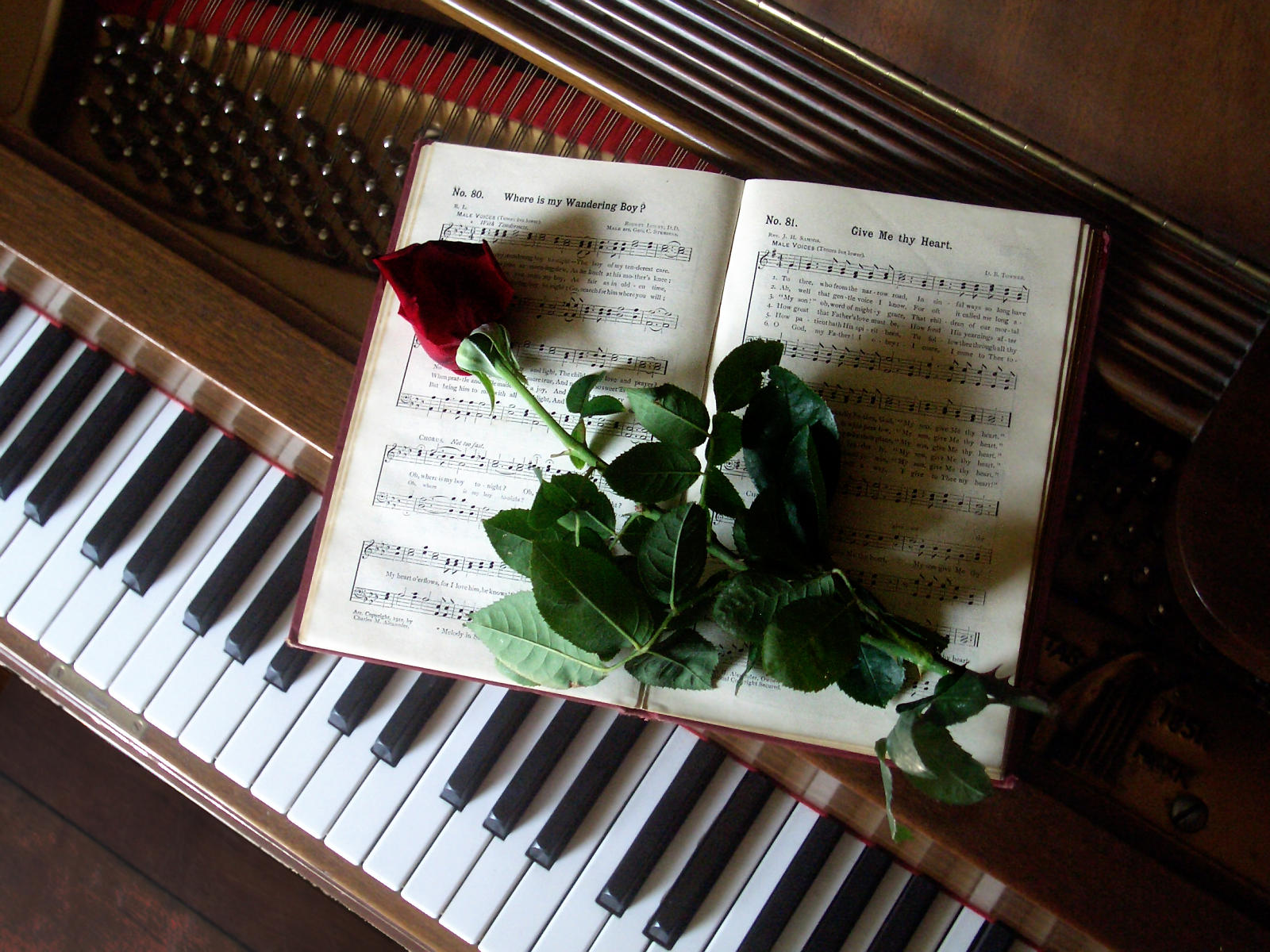
My Wandering BoyThere’s a freshly cut red rose on this old hymn book. The music is open at “Where is my Wandering Boy?” and also “Give Me thy Heart.” Underneath you see the tuning pins, felts and keyboard of the grand piano.

Refrão, estribilho, coro ou ritornello é a parte principal de uma música, que se repete várias vezes, principalmente em músicas populares, rocks pesados e afins. Na maioria das músicas o refrão reflete o que o título da canção quer dizer.